# 하은채
하은채(본명 : 이지선, 1989년 10월 13일 ~ )는 대한민국의 배우이다.

## 학력
- 한국예술종합학교 연극원

## 출연작

### 영화
- 《아티스트: 다시 태어나다》 (2017년) - 채희 역
- 《앤드》 (2016년)
- 《올레》 (2016년) - 프런트직원 역
- 《고양이 장례식》 (2015년) - 보경 역
- 《유도리》 (2012년)
- 《늦여름》 (2012년)
- 《그의 인상》 (2010년) - 명선 역

### 드라마
- 《오! 반지하 여신들이여》 (웹드라마, 2017년)
- 《옥중화》 (MBC, 2016년) - 채선 역
- 《마의》 (MBC, 2012년) - 애종 역